# 環球新聞 (加拿大)
環球新闻（Global News）是加拿大環球電視網的新闻时事部门與新聞台。该電視網归康力斯娛樂所有，负责監管该网络的所有全國新闻节目，以及其21个自有自營的电台的地方新闻。
康力斯娛樂还以“全球新闻广播”（Global News Radio）為品牌，经营多个清談電台節目。同一部門亦以同一品牌经营新闻网站。